# Sebastian Andersen (sportsdirektør)
 Der er flere personer med dette navn, se Sebastian Andersen.
Sebastian Andersen (født 21. november 1994) er en dansk sportsdirektør for cykelholdet Lidl-Trek Future Racing.
Han er søn af den tidligere cykelrytter og nuværende sportsdirektør Kim Andersen.